# Saëb Jaroudi
Dr Saëb Jaroudi (en arabe : صائب جارودي), né le 25 novembre 1929 à Beyrouth et mort le 14 septembre 2014 à Beyrouth, était l'ancien ministre de l'Économie nationale, de l'Industrie et du Tourisme au Liban,, et un conseiller économique principal pour les institutions internationales publiques et privées en matière de politique économique et financement de projets.

## Biographie
Il a occupé plusieurs postes de direction dans le monde arabe, en Europe et aux États-Unis tout au long de sa carrière,. Il a également siégé à plusieurs conseils d'administration et a été un membre de longue date du conseil d'administration de la Arab Finance Corporation.
Il a été élu le premier président directeur général du Fonds arabe pour le développement économique et social par les ministres arabes des Finances. Il a créé le Fonds, basé au Koweït, en tant que banque de développement régional du monde arabe, et a été responsable pour le lancement et le financement de grands projets nationaux et entre les pays pour l'industrie, l'agriculture, le développement rural, l'énergie, l'eau, l'éducation et la santé,. Au cours de son mandat, il a également initié la création du Fonds monétaire arabe et l'Autorité arabe pour l'investissement et le développement agricoles.
En tant que membre du premier conseil des ministres dirigé par Saëb Salam pendant le mandat du président Soleimane Frangié au Liban, le Dr Jaroudi a introduit des politiques qui ont stimulé avec succès le développement des régions les moins développées du pays, a encouragé les flux d'investissements directs étrangers dans le pays et l'augmentation des exportations par des accords commerciaux bilatéraux. Pour promouvoir l'investissement dans le secteur industriel du Liban, il a développé et dirigé un programme de jumelage de pionnier avec l'Organisation des Nations unies pour le développement industriel (de l'ONUDI), qui a abouti à la signature de 20 nouveaux projets de joint-venture entre les investisseurs libanais et étrangers.
Ses liens étroits avec l'Organisation des Nations unies ont commencé quand il a rejoint le Centre de l'ONU pour la planification du développement à New York en tant qu'économiste principal. Au cours d'une carrière de dix ans de l'ONU, il a participé à la création et la mise en œuvre des plans nationaux de développement de plusieurs pays arabes. Il a également aidé le gouvernement koweïtien en instituant le Fonds koweïtien pour le développement économique arabe et la conduite de ses opérations au cours de ses premières années.
Après avoir terminé sa maîtrise à l'université de Californie à Berkeley et ses études de doctorat à l'Université Columbia, le Dr Jaroudi a commencé son expérience professionnelle en tant qu'enseignent d'Économie à l'université américaine de Beyrouth,, où il a également participé aux travaux pionniers de l'Institut de recherche économique sur le développement économique et la législation commerciale au Moyen-Orient.
En reconnaissance de ses contributions au progrès économique et social des pays en voie de développement, le Dr Jaroudi a été élu en tant que membre du Comité des Nations unies pour la politique de développement et le Fonds international pour la promotion de la culture de l'UNESCO. Il a également servi en tant que membre du conseil d'administration de la Fondation de la Chambre de commerce arabo-britannique, du Centre arabo-britannique, de l'Association libano-britannique, et du International College au Liban. Il était également un élu de la Royal Numismatic Society (RNS), une société savante et une organisation caritative basée à Londres, Royaume-Uni, dont le mécène était en 2014 la reine Elizabeth II.
Le 18 septembre 2014, à la demande du Premier ministre libanais Tammam Salam, il a été honoré par une minute de silence par le Conseil des ministres libanais au début de la réunion du cabinet.